# 席承藩
席承藩（1915年10月1日—2002年4月19日），山西文水人，土壤地理学家。

## 生平
1939年取得北平大学农学学士学位。1949年取得俄克拉荷马州立大学硕士学位。担任中国科学院南京土壤研究所研究员。1995年当选为中国科学院院士。